# کره (فیلم ۲۰۱۱)
کره (انگلیسی: Butter) فیلمی کمدی آمریکایی به کارگردانی جیم فیلد اسمیت و نویسندگی جیسون میکالف است که در سال ۲۰۱۱ منتشر شد. یارا شهیدی، جنیفر گارنر، تای بورل، اولیویا وایلد، راب کوردری، اشلی گرین، آلیسیا سیلورستون و هیو جکمن از بازیگران فیلم هستند. داستان فیلم دربارهٔ مسابقات مجسمه‌سازی با کره در ایالت آیووا است.

## بازیگران
- جنیفر گارنر
- یارا شهیدی
- تای بورل
- اولیویا وایلد
- راب کوردری
- اشلی گرین
- آلیسیا سیلورستون
- هیو جکمن
- کریستین شال
- پروییت تیلور وینس
- فیلیس اسمیت